# Satana (film 1912)
Satana, sottotitolato Il dramma dell'umanità, è un film del 1912 diretto da Luigi Maggi. La pellicola è ispirata al poema di John Milton Paradiso perduto del 1667 e al Messiade di Friedrich Gottlieb Klopstock del 1748.

## Trama
Il film è diviso in quattro episodi, ambientati in epoche diverse:
- Satana contro il Creatore: ribellatosi al bene, Satana viene sconfitto dagli angeli e cade sulla terra dove, prendendo le sembianze di un serpente, circuisce i primi uomini seminando violenza e zizzania. Spinge poi Caino ad uccidere il fratello Abele e mette contro i figli dell'uno contro quelli dell'altro per la conquista della figlia di Abele. Su tutti trionfa Nemrod il quale, vedendosi respinto dalla ragazza, la trasforma in vittima sacrificale a Satana. Egli tenta di erigere una torre maestosa che arrivi fino al cielo, ma il crollo della costruzione ne causa la morte.
- Satana contro il Redentore: Satana scende a Gerusalemme e assume l’identità di un fariseo per contrastare l'ascesa di Gesù Cristo e convince la folla a esigere dal Salvatore una prova delle sue doti, chiedendo la guarigione di un paralitico, che avviene. Sconfitto dalla Divina potenza del Messia, Satana spinge Giuda a tradirlo, e quando viene crocifisso, dopo la sua morte tenta invano di impedirne la sua resurrezione.
- Il demone verde, ossia Satana nel Medioevo: nel Medioevo, Satana, fingendosi un pellegrino, si avvicina a Gerberto, un alchimista desideroso di ricchezza e di inventare un farmaco universale che vive all'interno di un convento, a cui gli insegna a preparare l'assenzio, un liquore che annebbia i sensi. Con questa bevanda corrompe tutti i monaci del convento che la bevono e li spinge a ad arricchirsi senza freni, mentre l'uomo, spinto dalla passione per la cortigiana Fiammetta, ne uccide l'amante, e dopo aver derubato i monaci intraprende con la donna una vita di bagordi. Gerberto perde la vita durante una colluttazione da lui stesso provocata, mentre Satana contempla i cadaveri assaporando l'assenzio.
- Il demone rosso, ossia Satana nella vita moderna: in una grande città del Novecento, un operaio meccanico, Furio, è fidanzato con una fioraia di nome Maria. Una sera il giovane accompagna la ragazza alla consegna di orchidee per una festa organizzata dal padrone dell'acciaieria dove Furio lavora. L'industriale tenta di sedurre Maria, e inizialmente non vi riesce, poi però riesce a conquistarla grazie ai consigli di Satana. Questi inizia a trascurare gli affari, e questo modo di gestire la fabbrica genera il malcontento tra gli operai. Satana convince Furio ad assassinare il padrone dell'acciaieria e a fare resistenza alla polizia, che circonda l'edificio dove l'operaio si è rifugiato. Dopo aver istigato Maria a ingannare Furio per farlo arrestare, Satana convince l'uomo a far saltare in aria il nascondiglio, causando la morte di Maria, dei poliziotti e di se stesso, mentre il demone assiste soddisfatto.